# Canal des Pangalanes
Der Canal des Pangalanes (Malagasy Lakandranon’ ny Pangalana), eine durchgehende 645 km lange Wasserstraße und verläuft parallel zum Indischen Ozean auf der Ostseite der Insel Madagaskar von Toamasina (Tamatave) bis nach Farafangana. Er passiert den See Lac Rasoabe, an dem der wegen seines Strandes bekannte Ort Ferienort Manambato liegt. Von Manambato aus sind der 50 ha große Naturpark Le Palmarium, in dem verschiedene Lemurenarten vorkommen, sowie verschiedene Hotelanlagen und Lodges am Canal mit dem Motorboot zu erreichen.
Während der Kolonialzeit wurden in achtjähriger Bauzeit künstliche Verbindungen zwischen den natürlich entstandenen Lagunen geschaffen. Der Kanal ist die Lebensader der Region, denn es gibt keine Straße. Er schlängelt sich durch eine Dünenlandschaft und ist an manchen Stellen stark versandet. Die Landzunge zwischen Kanal und Ozean ist stellenweise nur 100 m breit. Auf ihr verläuft stellenweise die Eisenbahnlinie von Antananarivo nach Toamasina.

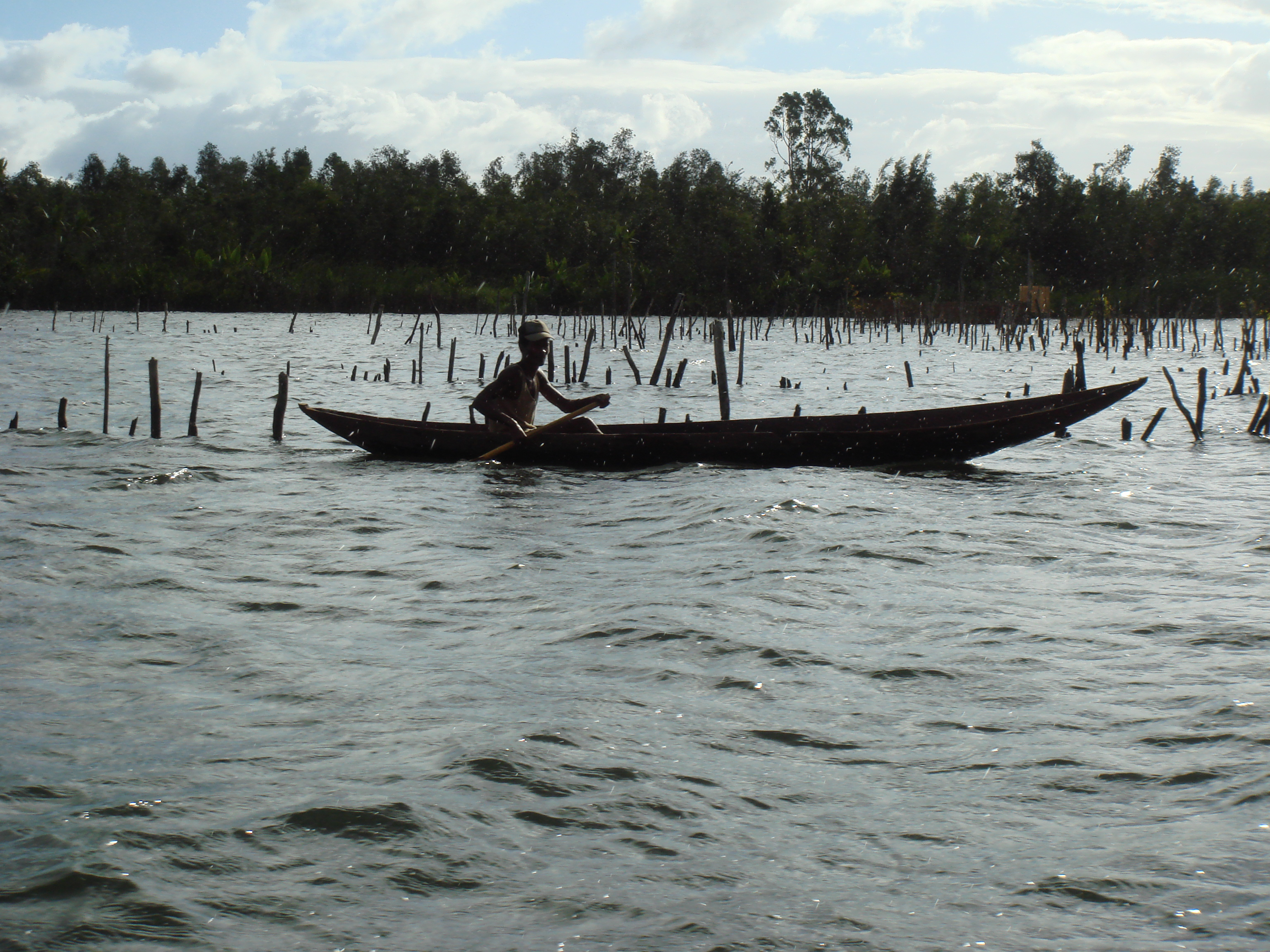
Kanal
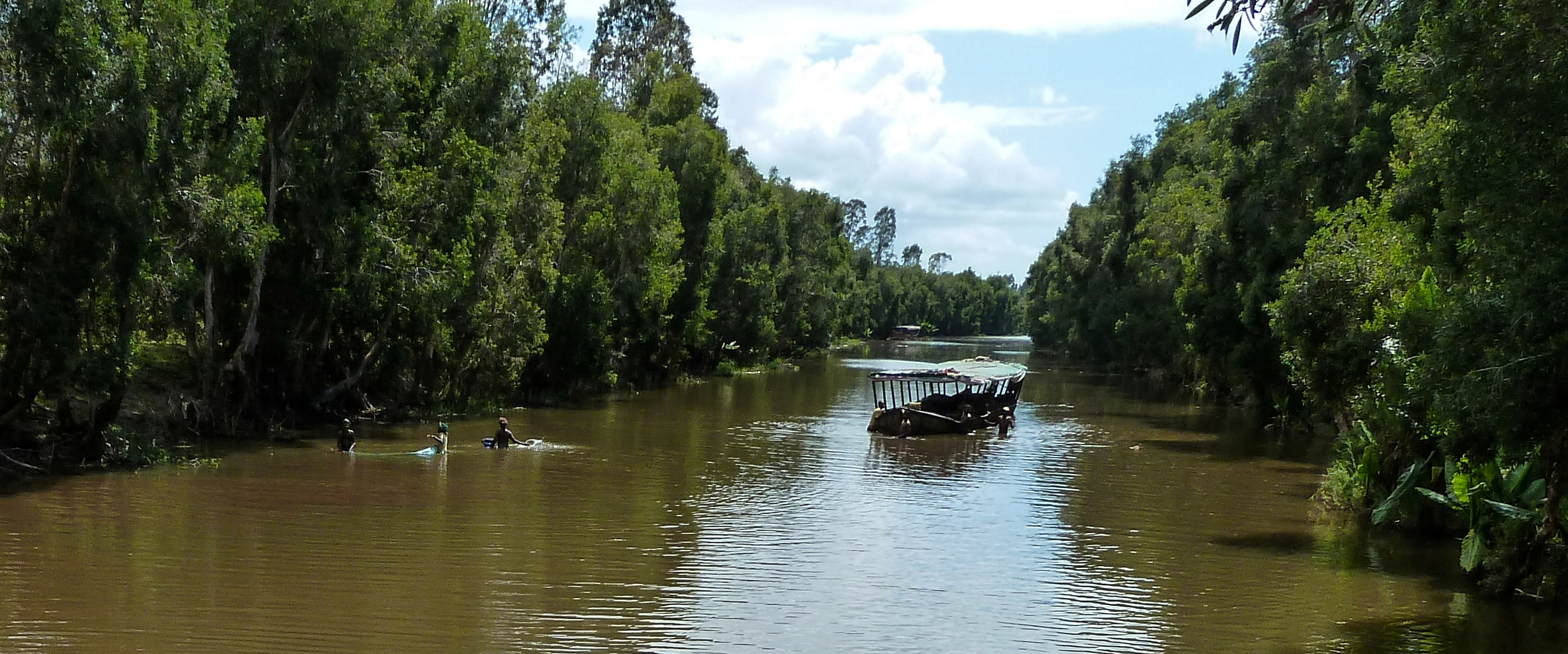
Kanal
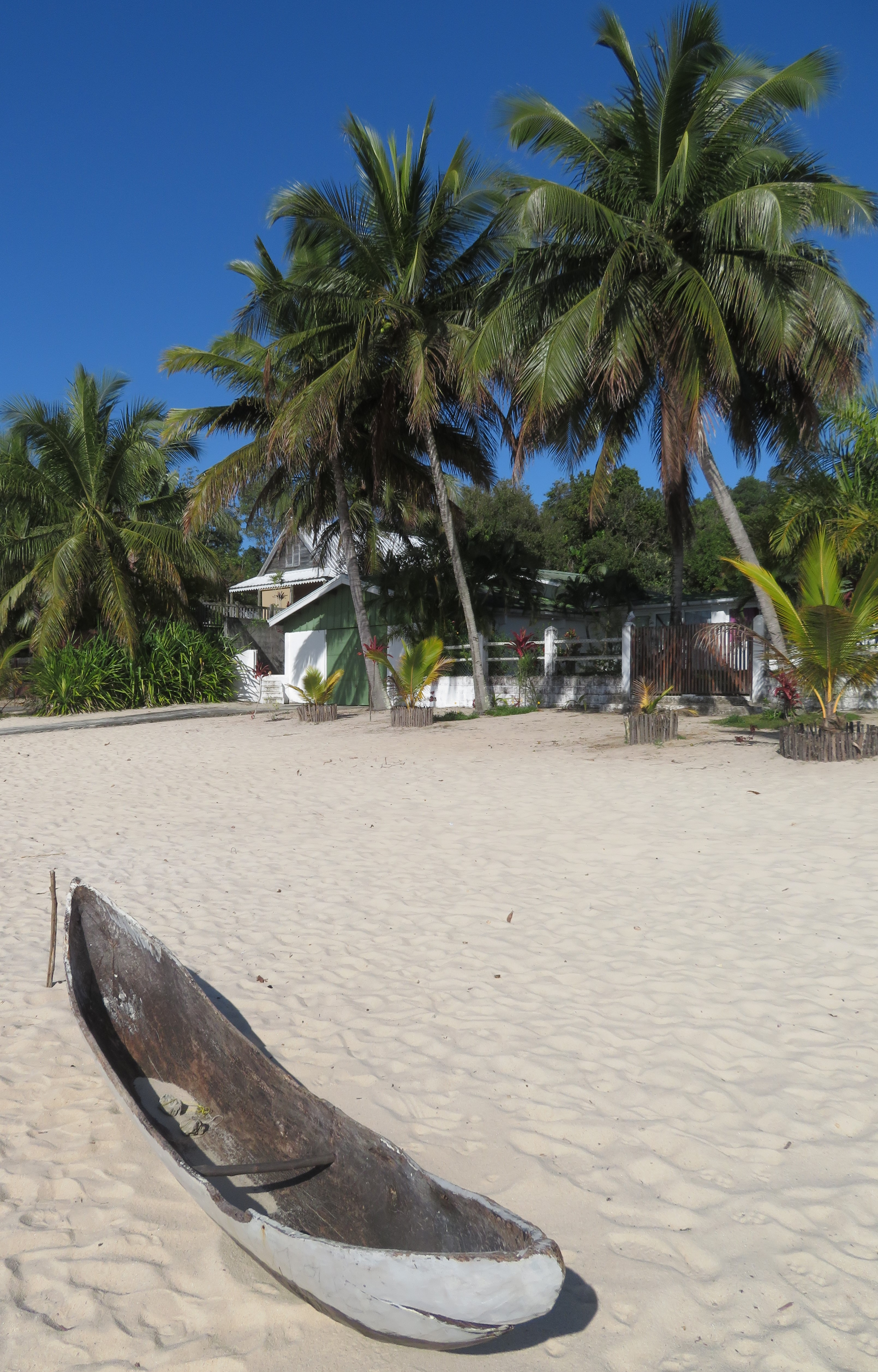
Kanu am Strand von Manambato
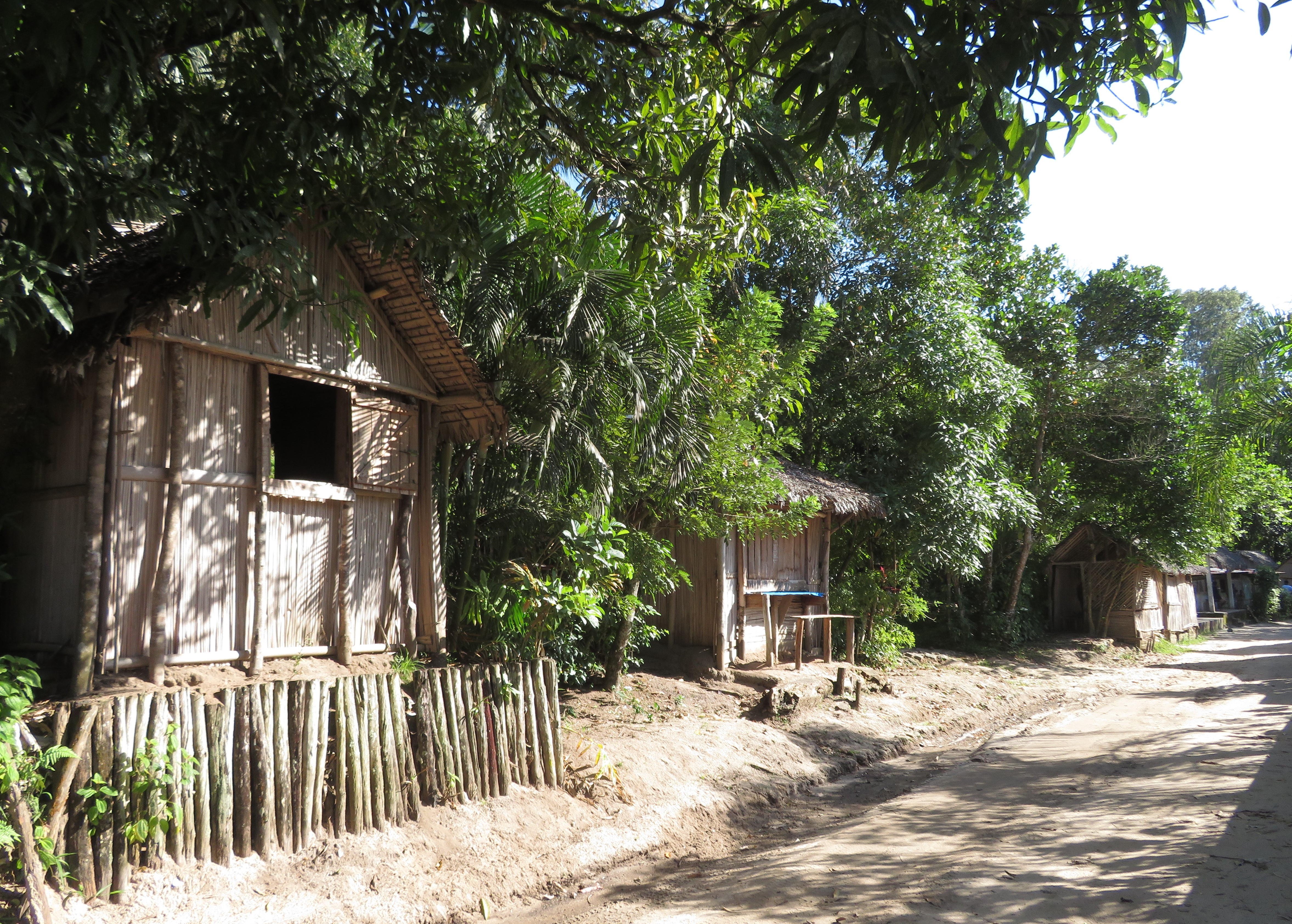
Manambato: Hauptstraße
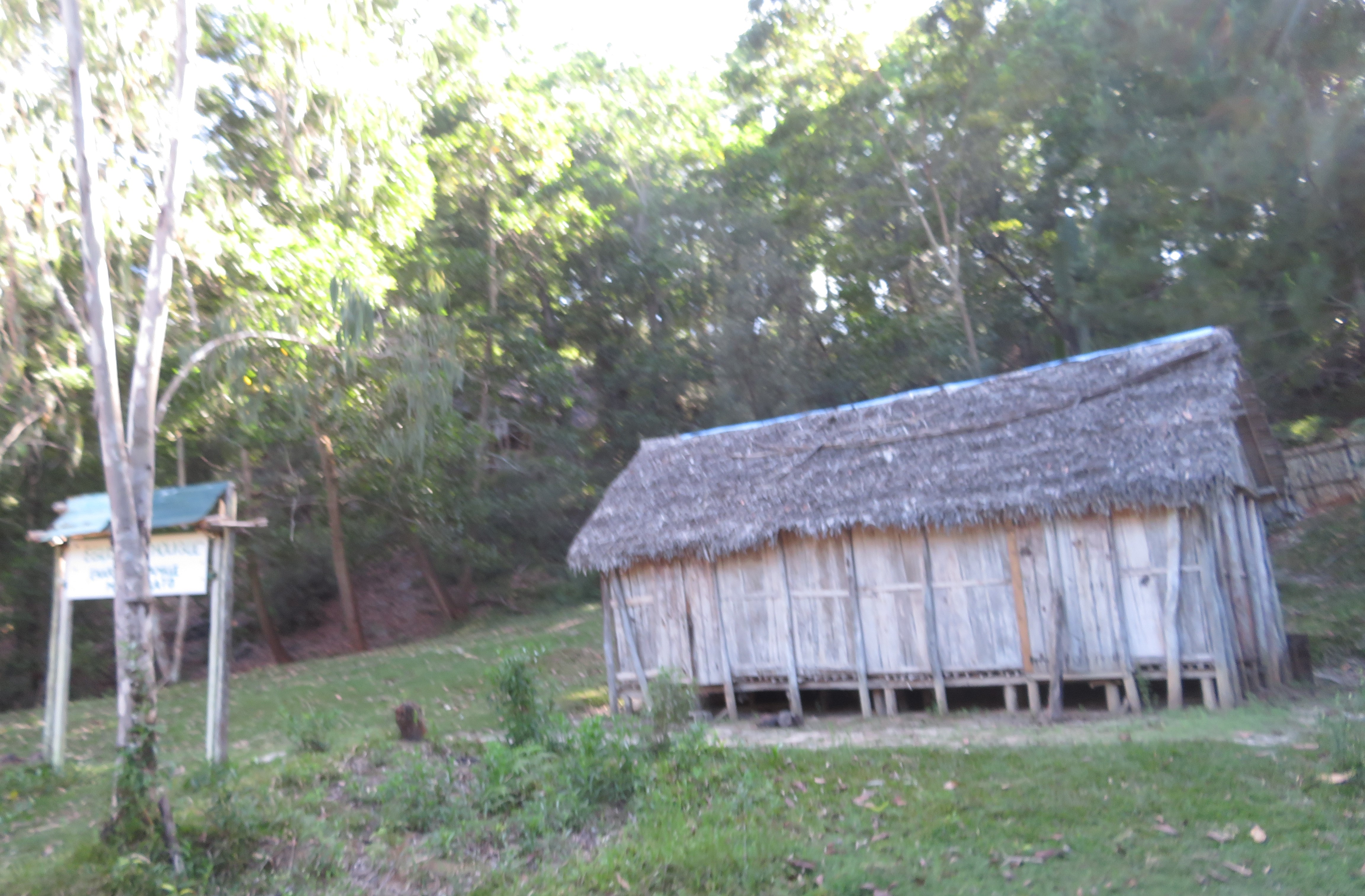
Kirche in Manambato